# Keraudrenia hillii
Keraudrenia hillii är en malvaväxtart som beskrevs av Ferdinand von Mueller och George Bentham. Keraudrenia hillii ingår i släktet Keraudrenia och familjen malvaväxter. Utöver nominatformen finns också underarten K. h. velutina.